# Ostseesturmhochwasser 2023

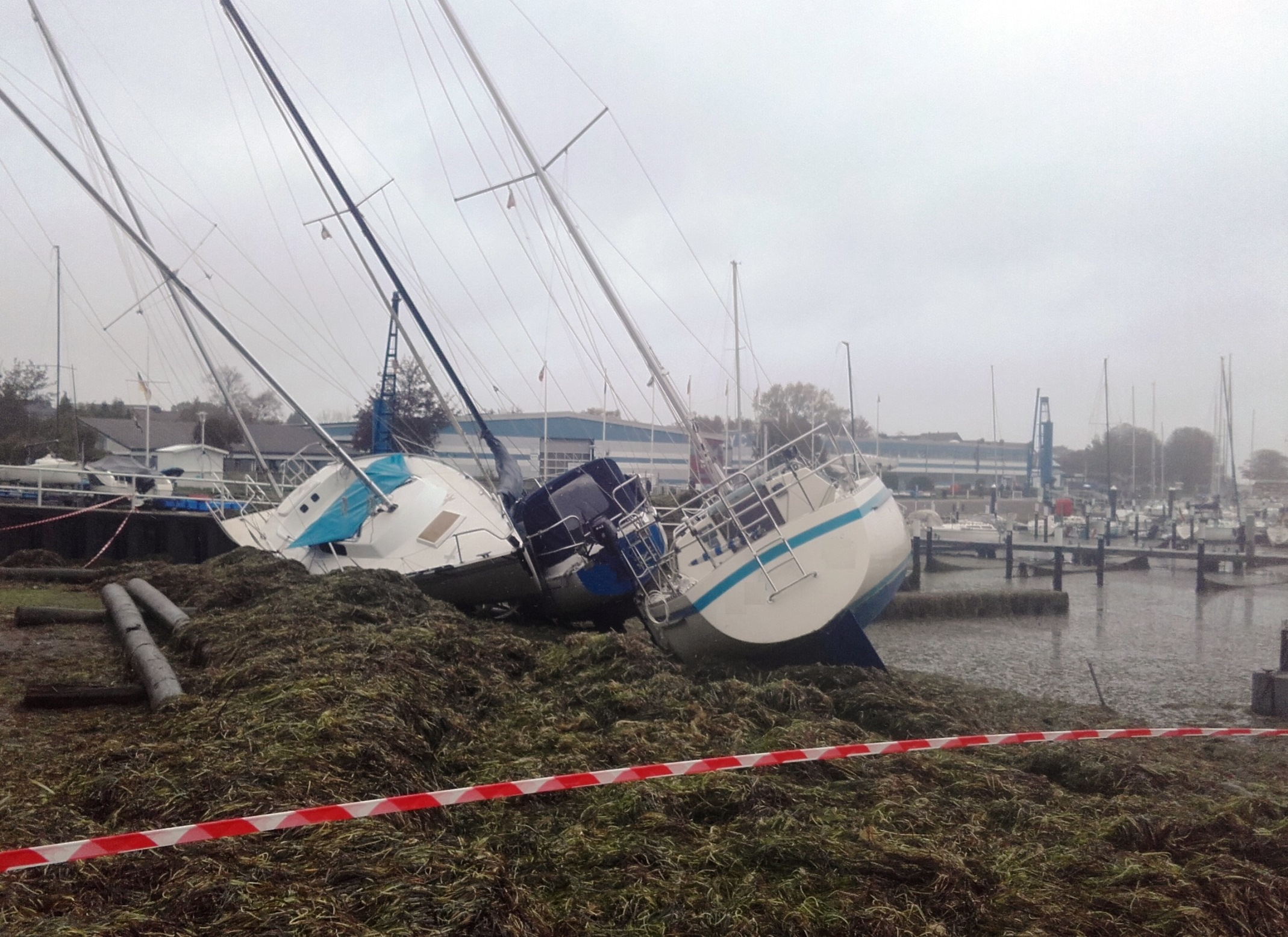
Durch das Ostseesturmhochwasser am 20. und 21. Oktober 2023 in der Marina von Strande (Kreis Rendsburg-Eckernförde) auf Land geworfene Yachten

Das Ostseesturmhochwasser in der Nacht vom 20. auf den 21. Oktober 2023 war das schwerste Ostseesturmhochwasser seit dem Ostseesturmhochwasser 1872. Der höchste gemessene Scheitelwasserstand betrug 2,27 Meter über Mittelwasser in Flensburg. Der Schaden an den Küsten, Stränden, Hochwasserschutz, Häfen und Booten in Deutschland wurde auf etwa 200 Millionen Euro geschätzt.

## Meteorologische Situation
Ein Tiefdrucksystem (DWD-Name Wolfgang) zog von der Westküste Spaniens über den Golf von Biskaya und Großbritannien und Irland hinweg und wurde dort vom Met Office als Sturm Babet bezeichnet.
Es traf auf ein blockierendes Hochdruckgebiet über Skandinavien (DWD-Name Wiebke).
Das führte durch das zyklonal (gegen den Uhrzeigersinn) drehende Tiefdruckgebiet und das antizyklonal (im Uhrzeigersinn) drehende Hochdruckgebiet zur Isobarendrängung und zu starken Ostwinden über der Ostsee.
Das Bundesamt für Seeschifffahrt und Hydrographie warnte am Vortag, dem 19. Oktober, vor dem aufkommenden Hochwasser an der deutschen Ostseeküste.
Verstärkt wurde das Sturmhochwasser durch den menschengemachten Klimawandel. Dieser führt zu einem Anstieg des Meeresspiegels, der bereits 20 Zentimeter höher liegt als vor Beginn der Industrialisierung und damit ein Sturmhochwasser um diesen Wert erhöht.

## Verlauf und Einordnung
Die höchsten Wasserstände in Dänemark wurden mit 2,16 Meter in der Nacht vom 20. auf den 21. Oktober in Aabenraa und Hesnæs erreicht. In weiten Teilen der Ostseeküsten von Fünen und Sydjylland wurden Hochwasser gemessen.
An der deutschen Ostseeküste wurden in Flensburg Werte von 2,27 Meter über dem mittleren Wasserstand gemessen.
In diesen Teilen der Ostsee war es damit das schwerste Hochwasser der letzten 150 Jahre.
In Deutschland waren vor allem Flensburg sowie die küstennahen Gebiete der sich entlang der Ostsee anschließenden Kreise Schleswig-Flensburg und Rendsburg-Eckernförde in Schleswig-Holstein betroffen. Schäden waren aber auch weiter südlich und östlich zu verzeichnen, etwa im Kieler Olympiahafen Schilksee oder bei Dammbrüchen in Ostholstein und am Darß, auch wenn an den Pegeln in Kiel-Holtenau, Travemünde und Warnemünde keine Rekordstände zu verzeichnen waren.
Durch die Ostwinde bedingt gab es in der Elbe und an der deutschen Nordsee eine Sturmebbe.

## Auswirkungen
Im Einsatz waren mehr als zweitausend Einsatzkräfte von Feuerwehr, Rettungsdiensten, Polizei und Technischem Hilfswerk.

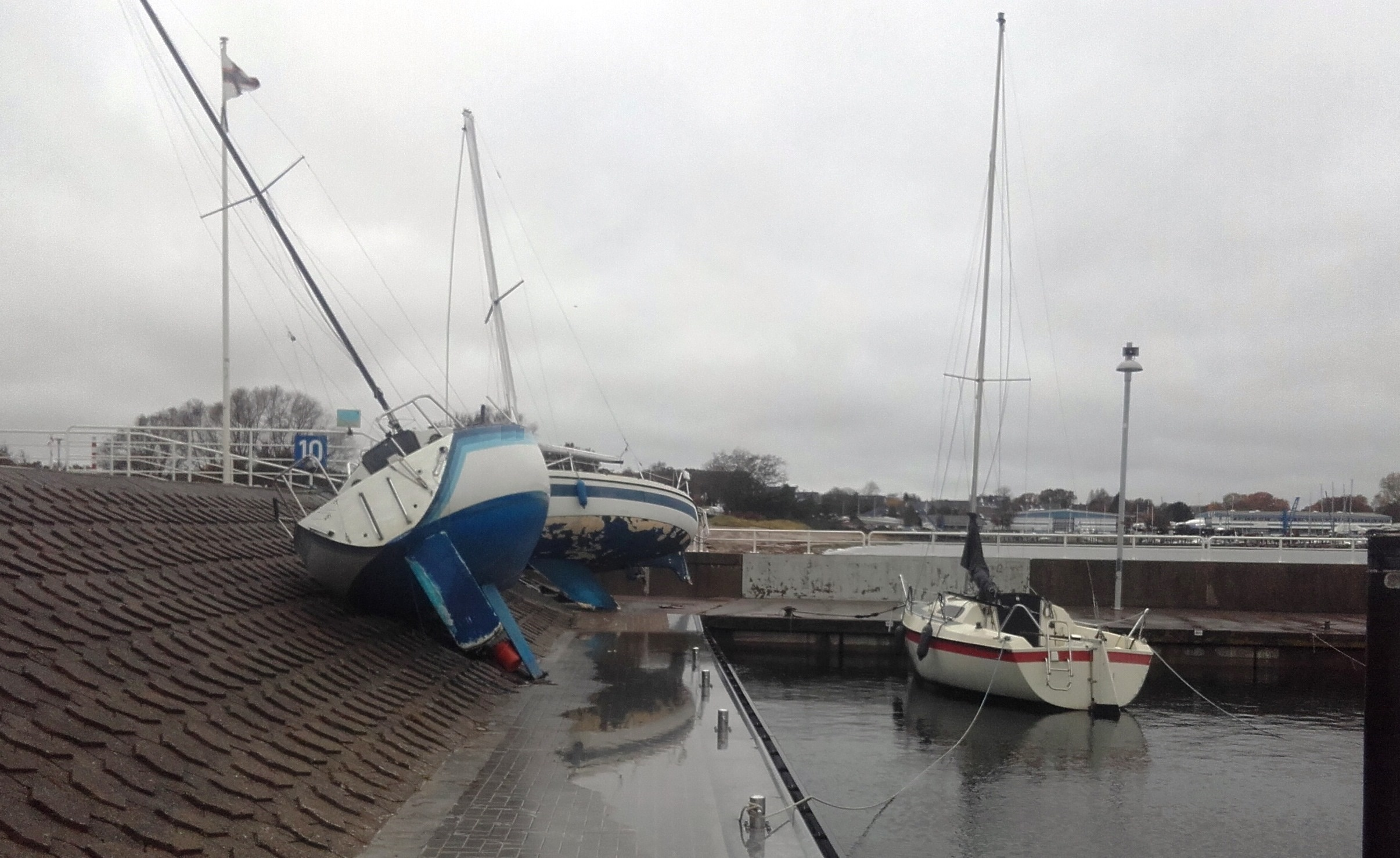
Durch das Ostseesturmhochwasser am 20. und 21. Oktober 2023 im Olympiazentrum Schilksee auf Land geworfene Yachten

Auf der Ostseeinsel Fehmarn starb eine Frau in ihrem Auto durch einen umstürzenden Baum, über zweitausend Menschen wurden in Sicherheit gebracht, Die Sachschäden werden auf über 100 Millionen Euro geschätzt. Die Schäden im Bereich der touristischen und kommunalen Infrastruktur werden auf über 140 Millionen Euro geschätzt.
Sturm und Hochwasser führten verbreitet zu Sturmschäden, Verkehrsbehinderungen und Stromausfällen. Deiche wurden überspült und beschädigt. Zahlreiche Strände wurden abgetragen. Boote und Segelyachten sanken in den Häfen, allein 35 im Olympiahafen Schilksee.
An zahlreichen Häfen und Promenaden kam es zu schweren Schäden an Stegen, Molen, Wegen, Booten und Strandkörben. Im Kreis Rendsburg-Eckernförde wurde am Freitagabend Katastrophenalarm ausgelöst; der Pegelhöchststand in Eckernförde lag bei 2,15 Metern und damit 30 Zentimeter höher als vom Bundesamt für Seeschifffahrt und Hydrographie prognostiziert.
Der Kieler Leuchtturm war nach dem Hochwasser vorübergehend außer Betrieb. Die Stromversorgung von Landseite war unterbrochen und beide Notstromaggregate waren beschädigt. Das Wasserstraßen- und Schifffahrtsamt Ostsee prüft, ob das Versetzen von Lotsen dort überhaupt noch möglich ist.
In einer Regierungserklärung in der Sondersitzung des Schleswig-Holsteinischen Landtags am 3. November 2023 wurde die Schaffung eines Wiederaufbaufonds angekündigt, der ein Volumen von zumindest 200 Millionen Euro erhalten soll. In Gesprächen mit den Kommunalen Spitzenverbänden im Land wurde vereinbart, dass Land und Kommunen die Lasten hälftig teilen. Der Bund wurde aufgefordert, sich entsprechend zu beteiligen. Mit dem Fonds sollen Überbrückungsdarlehen gewährt werden, bis Zahlungen aus Versicherungsverträgen erfolgen. Bei nicht versicherten Geschädigten, denen ein Versicherungsschutz auf Grund einer hochwassergefährdeten Gebäudelage verweigert wurde, soll in Härtefällen geholfen werden. Außerdem wurde die Bereitschaft signalisiert, unter Umständen Regionaldeiche in Landesschutzdeiche umzuwidmen.
Die Hörnbrücke in Kiel, eine Dreifeldzugklappbrücke, ist seit der Flut wegen eingedrungenen Salzwassers außer Betrieb.